# بهاران (أصفهان)
بهاران هي قرية في مقاطعة أصفهان، إيران. يقدر عدد سكانها بـ 732 نسمة بحسب إحصاء 2016.